# Dactyl Group

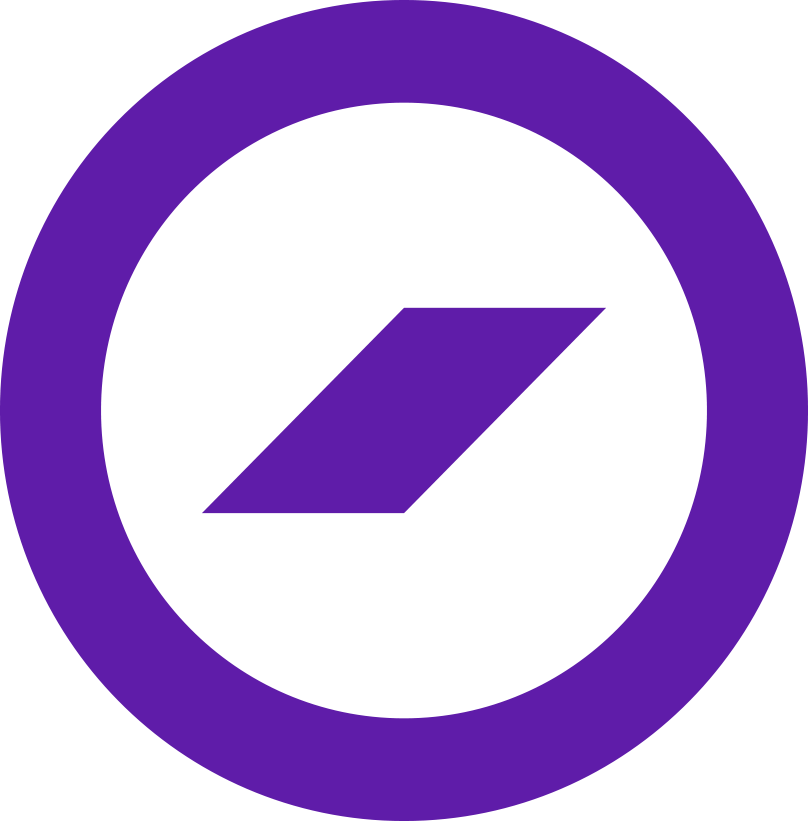
Dactyl Group - Logo

Dactyl Group s.r.o. je česká softwarová společnost se sídlem v Brně, založená v roce 2014. Zaměřuje se na vývoj mobilních a webových aplikací a informačních systémů na míru.

## Projekty
Společnost se podílela na vývoji fintech aplikace Roger, která slouží k financování faktur a správě cashflow. O projektu informoval například technologický magazín ICT Network News.
V roce 2020 vyvinula mobilní aplikaci Yaga, určenou pro pomoc při hledání ztracených domácích mazlíčků. Aplikace vznikla ve spolupráci s autory myšlenky a byla prezentována v technologickém médiu Letem světem Applem.
Dactyl Group se rovněž zapojila do vývoje uživatelského rozhraní systému pro automatizované zpracování dokumentů, vytvořeného ve spolupráci s Fakultou informatiky Masarykovy univerzity a společností GaussAlgo.

## Další činnost
Společnost spolupracovala na digitálních řešeních pro organizace a instituce jako Brněnské výstaviště (BVV), PVA Expo Praha, Český telekomunikační úřad, festival Rock for People nebo americká firma eLock Technologies.

## Podcast
Dactyl Group publikuje odborný podcast s názvem Dactyl Coffee++, který se věnuje vývoji softwaru, technologiím a pracovním tématům v oblasti IT. Podcast je dostupný na streamovacích platformách, například na YouTube nebo Spotify.